# Protesilaus helios
Protesilaus helios är en fjärilsart som först beskrevs av Rothschild och Jordan 1906.  Protesilaus helios ingår i släktet Protesilaus och familjen riddarfjärilar. Inga underarter finns listade i Catalogue of Life.